# 遺蹟

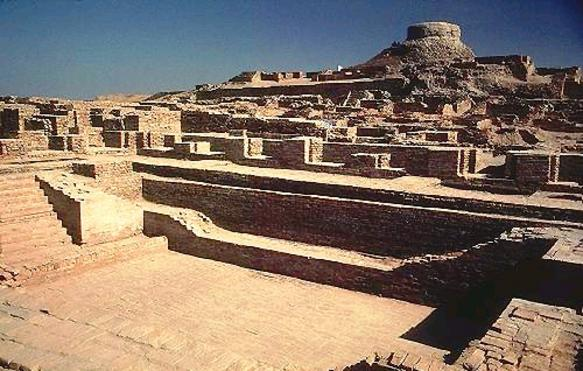
摩亨佐-達羅遺蹟

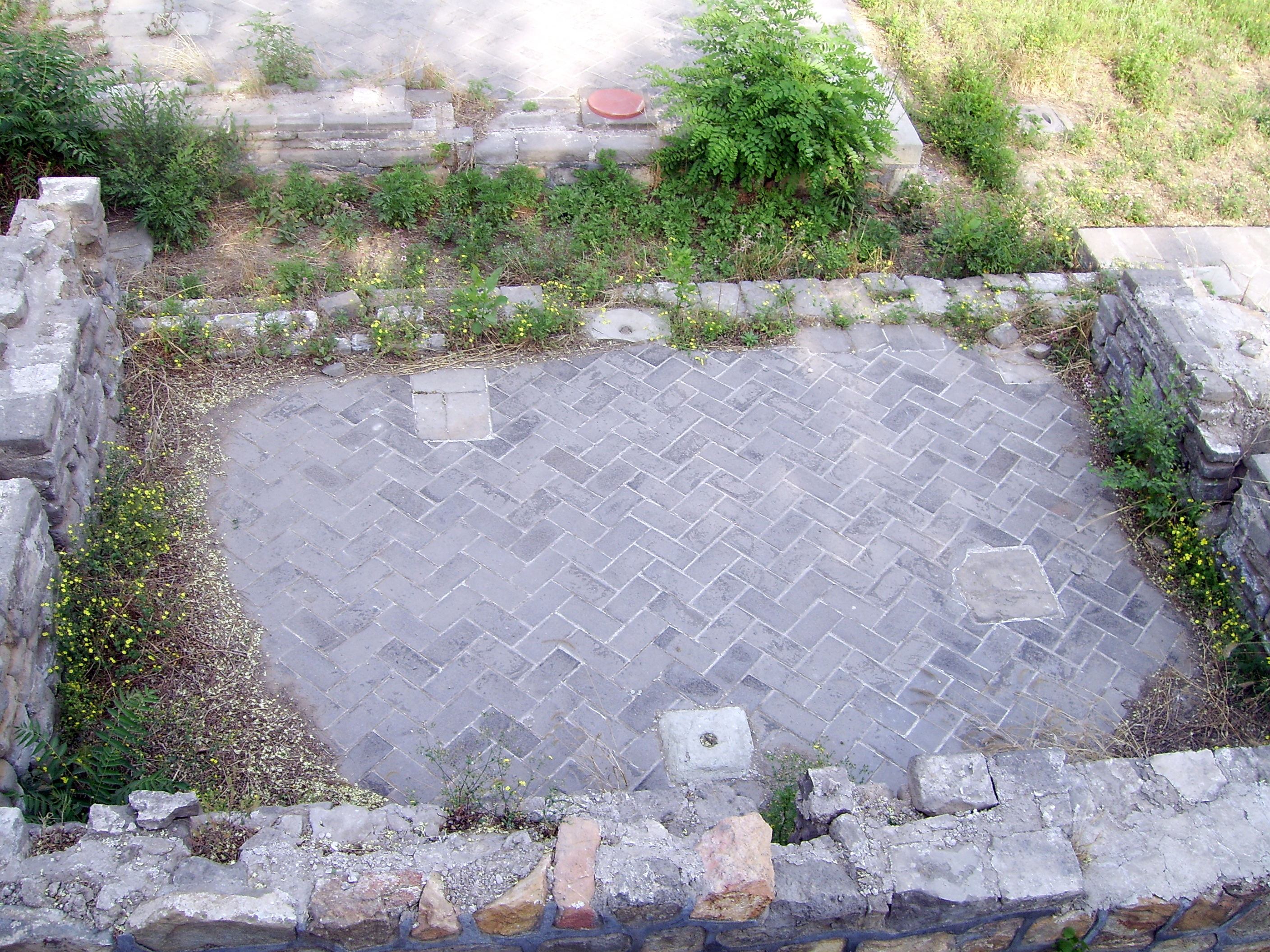
圆明园含经堂遗址

考古遺址（英語：Archaeological site）是指任何存在過去人類活動遺蹟的處所。它們可能包括村莊或城市、採石場、岩石藝術、古代墓地、營地和巨石紀念碑等。 史前考古遺址是指缺乏文字記錄的考古遺址。遺址規模可以小至如史前獵人留下的碎石工具等，或如某些史前活動聚落那樣龐大而複雜。 歷史考古遺址則是指考古學家可以使用文獻輔助研究的遺址。

## 特點
大多遗址的特点表现为不完整的残存物，具有一定的区域范围。很多史前遗址、远古遗址多深埋地表以下。埋藏地下的遗址的发现多与人类活动有关，如农业生产、建筑工地施工等；很多古代遗址属于探险发现。古代城市、古代建筑遗址多为残垣断壁，各种生活用品表现为不残破和不完整，但可以通过考古和人类学研究寻找人类生活轨迹。很多遗址属于战争、灾难之后的遗存。遺蹟在考古學、歷史研究上扮演著重要的角色，提供研究人員了解古代人類生活的部分面貌。

## 種類
遗址为文物，属于文化古蹟。
按照時間，遗址可分為以下種類：
- 人类在史前生活的遗存称为“史前遗址”；
- 人类文明以后，历史年代久远的遗存称为“古代遗址”；
- 历史年代不久远的遗存多属于具有特殊文化意义为纪念地。
- 用於命名整個史前文化的遺址，被稱作命名遺址。

按照建築類別，可分為以下種類：
- 都市遺蹟
- 宗教遺蹟
- 交通遺蹟
- 墳墓遺蹟
- 海底遺蹟

## 外部連結
- the Archaeological Conservation Group of Icon, the Institute of Conservation (UK Professional body) （页面存档备份，存于）